# Schildwolke

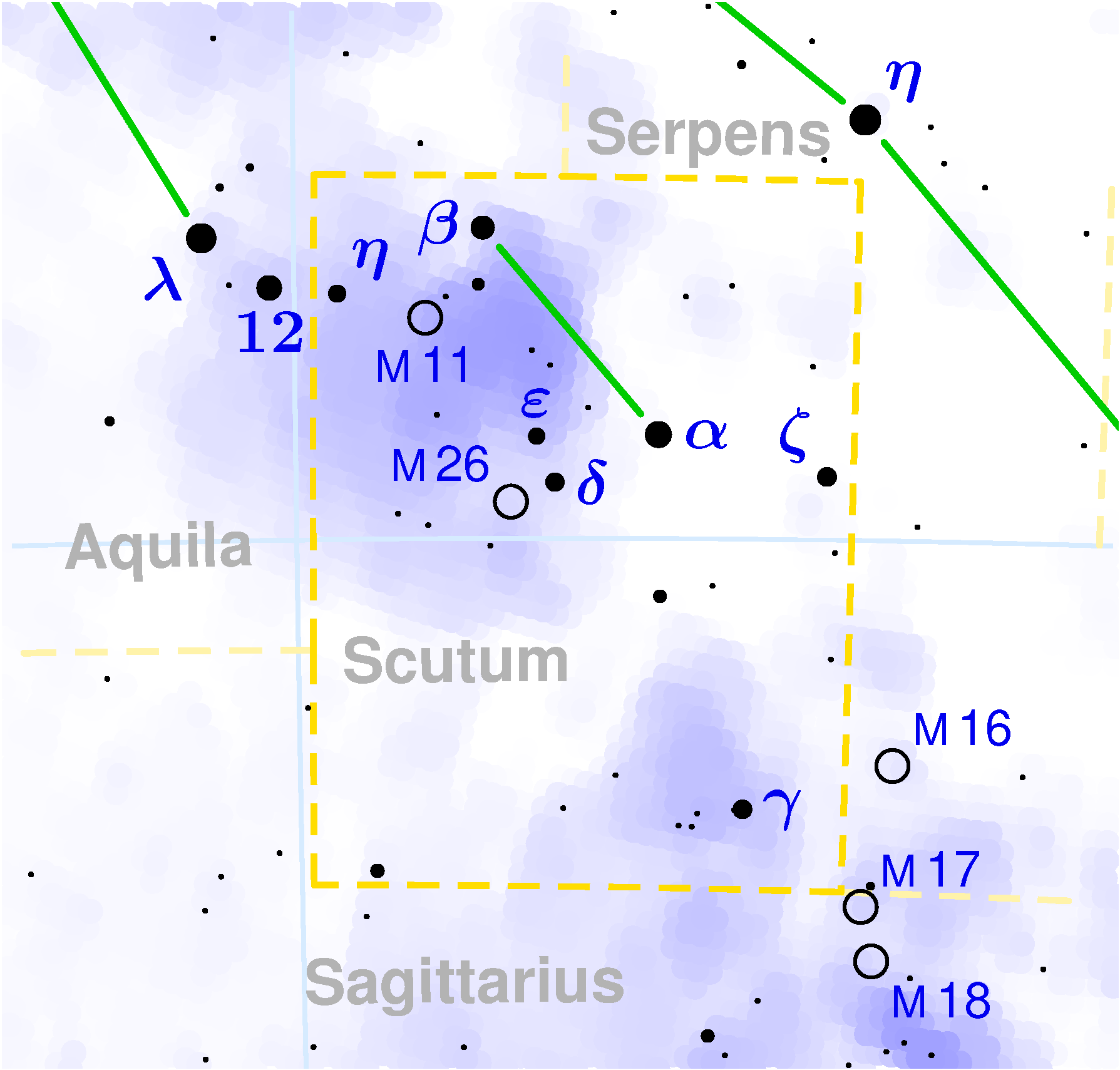
Die Schildwolke – hellste Stelle der Milchstraße südwestlich des Sternbilds Adler

Sommer-Milchstraße zwischen Adler und Schütze; in der Mitte die Schildwolke

Die Schildwolke, manchmal auch Scutum-Wolke genannt, ist eine besonders helle Stelle im Band der sommerlichen Milchstraße. Sie heißt nach dem kleinen Sternbild Schild und lässt sich erst im Fernrohr in ihre Einzelsterne auflösen.
Die Sternwolke ist am Sommerhimmel auch von Mitteleuropa gut zu erkennen. Sie liegt etwas südlich des Himmelsäquators zwischen den Sternbildern Adler, Schütze und Schlangenträger am Rand des Sagittarius-Arms der Milchstraße. Sie hat annähernd kreisförmigen Umriss, einen Durchmesser von etwa 5 Grad und enthält mit Messier 11 (Wildentenhaufen, M11) einen der sternreichsten, offenen Sternhaufen des Himmels. Den Südrand bildet M26, ein weiterer heller Sternhaufen.
Etwas südlicher liegen im angrenzenden Sternbild Schütze die kleine und die Große Sagittariuswolke, welche in Richtung des galaktischen Zentrums die absolut hellsten Stellen des Milchstraßenbandes darstellen.